# 张家乡 (广元市)
张家乡，是中华人民共和国四川省广元市昭化区曾经下辖的一个乡。2019年12月，撤销张家乡，将原张家乡大雾村、双柏村划归虎跳镇管辖，原张家乡洞坪村、雷音村、回龙村、刘庄村划归太公镇管辖，原张家乡石庙村、尖山村、金紫村、松梁村、茯苓村所属行政区域为新设立的清水镇的行政区域。

## 行政区划
张家乡撤销前下辖以下地区：
松梁村、刘庄村、洞坪村、大雾村、金紫村、尖山村、石庙村、回龙村、雷音村、茯苓村和双柏村。